# وئام الدحمانی
وئام الدحمانی (نام عربی: وئام الدحمانی)، (زادروز: ۲۲ اوت ۱۹۸۳، رباط، مراکش، درگذشت: ۲۲ آوریل ۲۰۱۸، ابوظبی، امارات متحده عربی) هنرمند زن مراکشی مقیم امارات بود که در زمینه اجرا، بازیگری و موسیقی فعالیت داشت. او در چندین فیلم پاکستانی از جمله عشق خدا، هجرت و هوتل به ایفای نقش پرداخت.

## اوایل زندگی
وئام الدحمانی در ۲۲ اوت ۱۹۸۳ در رباط، مراکش به دنیا آمد. او از دانشگاه آمریکایی شارجه در امارات فارغ‌التحصیل شد و مدرک لیسانس علوم محیطی را دریافت کرد.

## پیشه
او ابتدا به عنوان گوینده در دبی تی‌وی فعالیت خود را آغاز کرد و سپس وارد دنیای موسیقی شد و چندین موزیک ویدئو منتشر کرد. در سال ۲۰۱۰، به هند رفت و فعالیت‌های خود را گسترش داد. در سال ۱۳۹۱، وارد عرصه بازیگری شد و در سریال دختران نقش‌آفرینی کرد. نخستین تجربه سینمایی او در فیلم پاکستانی عشق خدا بود که در سال ۲۰۱۳ اکران شد و در گیشه عملکرد متوسطی داشت. در سال ۲۰۱۶، در دو فیلم پاکستانی هجرت و هوتل با عنوان دختر آیتم (بازیگر و رقصنده در سکانس‌های موزیکال) ظاهر شد. وئام همچنین به عنوان مجری برنامه زی افلام نیز فعالیت می‌کرد.

## مرگ
وئام الدحمانی در ۲۲ آوریل ۲۰۱۸ بر اثر ایست قلبی درگذشت. او در زمان مرگ ۳۴ ساله بود. به گزارش رسانه‌ها، جسد او توسط مادرش در اتاق هتلش در ابوظبی پیدا شد و پیکرش در همان شهر به خاک سپرده شد.

## فیلم شناسی
- 2013: عشق خدا در نقش کلثوم
- 2016: هجرت به عنوان رقصنده
- 2016: هوتل به عنوان رقصنده

## فیلمبرداری
- خوش آمدید ( عربی: أهلا وسهلا‎   )
- سجنوی ( عربی: سجناوي‎   )
- عجب ( عربی: واو‎   )
- چه کنم ( عربی: وش أسوي‎   )
- من یا او ( عربی: أنا ولا هي‎   )

## لینک های خارجی
- ویام دهمانی در پایگاه اینترنتی فیلم ها